# Griechisch-Römisches Museum Alexandria

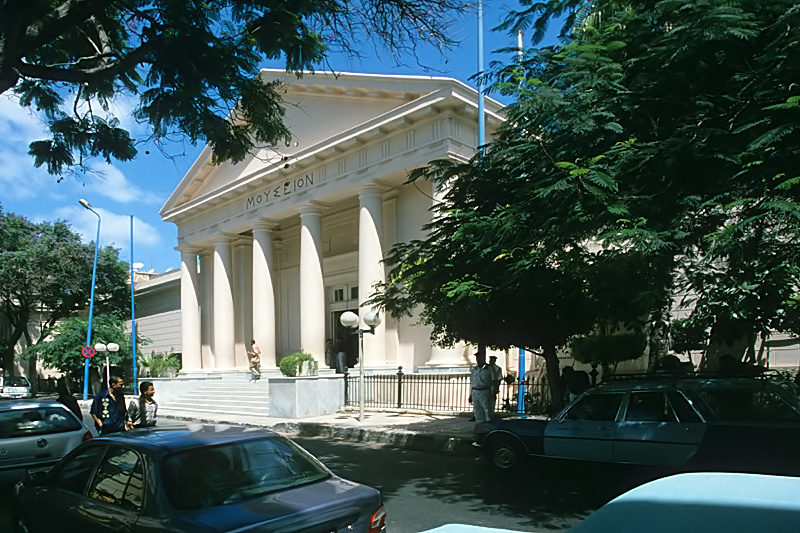
Fassade des Museums

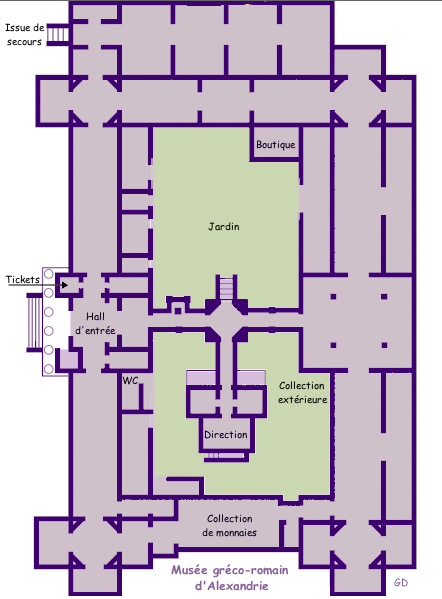
Grundriss des Museums

Das Griechisch-römische Museum Alexandria ist ein staatliches Museum in der ägyptischen Stadt Alexandria.

## Geschichte
Das Museum wurde  auf Initiative des italienischen Archäologen Giuseppe Botti erbaut und am 26. September 1895 vom Khediven Abbas Hilmi II. und dem Präsidenten des Museumskomitees Johannes Schiess eingeweiht. Zunächst bestand es aus einem Gebäude mit 5 Zimmern-Wohnung in der Rosetta Straße (später Avenue Canope und heute Horriya). 1895 zog man um in einen Bau mit elf Zimmern. Diesem wurden weitere Räume in der Nähe der Gamal Abdul Nasser Straße angegliedert. Das Gebäude hat eine neoklassizistische Fassade mit sechs Säulen und darüber befindlichem Giebel, in dessen Tympanon die griechische Inschrift ‘MOYΣEION’ (Museum) zu lesen ist. Das Museum besteht aus  27 Hallen und Räumen, sowie einem Garten, der mit Skulpturen einen Überblick über die griechische und römische Kunst in Ägypten bietet.

## Bestände
Die Räume beherbergen tausende von Sammlungsstücken  aus dem 3. Jahrhundert v. Chr., darunter eine Skulptur aus schwarzem Granit von Apis, dem heilige Stier.  Mumien, Sarkophage, Tapisserien und andere Objekte bieten ein Panorama der griechisch-römischen Zivilisation im Kontakt mit Ägypten.